# Syrská opozice
Syrská opozice (arabsky المعارضة السورية‎, Al-Muaradátu s-Súríja) je zastřešující pojem pro politická hnutí, ozbrojené povstalecké organizace a další politické struktury, které se podílejí od roku 2011 na občanské válce v Sýrii, a jejichž primárním cílem bylo svržení režimu strany Baas. Od roku 2012 byla hlavním orgánem syrské opozice uznávaným mezinárodním společenstvím za zástupce syrského lidu Národní koalice sil revoluce a syrské opozice a jí zřízená Syrská prozatímní vláda se sídlem v Azázu. Po Syrské všeobecné konferenci konané v září 2017 vznikla alternativní vláda pod názvem Syrská vláda spásy se sídlem v Idlibu.  Spolu tvoří a souvisejí s dalšími protirežimními syrskými skupinami, které pohromadě tvoří určitou územní kontrolu v Sýrii.  Po ofenzívě na přelomu listopadu a prosince 2024 syrská opozice svrhla režim Bašára Asada a vytvořila Syrskou přechodnou vládu. Ta byla vytvořena primárně transformací Syrské vlády spásy, nicméně byla podpořena i Syrskou prozatímní vládou.

## Struktura
Nejvýznamnějšími opozičními silami v Syrském konfliktu jsou:
| Ozbrojená složka                             | Politická složka                                                      | Sídlo                                 | Zahraniční podpora              |
| -------------------------------------------- | --------------------------------------------------------------------- | ------------------------------------- | ------------------------------- |
| Syrská národní armáda Svobodná syrská armáda | Syrská prozatímní vláda/Národní koalice sil revoluce a syrské opozice | Istanbul (2013 – 2017) Azáz (od 2017) | Turecko (okupace severní Sýrie) |
| Tahrír al-Šám (dříve Fronta an-Nusrá)        | Syrská vláda spásy (2017 – 2024) Syrská přechodná vláda (od 2024)     | Idlib (2017 – 2024) Damašek (od 2024) |                                 |
| Nová syrská armáda                           |                                                                       | al-Tanf                               | USA (vojenská základna al-Tanf) |

## Ozbrojené síly
Vojenské síly syrské opozice byly definovány především Radou syrského revolučního velitelství. Zpočátku se jevila Svobodná syrská armáda jako největší vojenská síla opozice, ale s kolapsem mnoha jejích frakcí a přeběhem jejích bojovníků do nových silných islamistických skupin, bylo jisté, že pouze spolupráce s umírněnými islamisty by mohla vytvořit dostatečně silnou koalici na boj proti ostatním skupinám. Hodně z těchto organizací drží spojenectví s Džajš al-Fatah.

### Struktura ozbrojených sil
Členské skupiny rady jsou:
Svobodná syrská armáda:
- Syrská revoluční fronta – jižní Sýrie
- Shields of the Revolution Council – spojované s Muslimským bratrstvem Sýrie
- 101. divize
- Džabhat Haqq al-Muqatala
- Helpers Brigades
- Brigáda rytířů spravedlnosti
- 13. divize – spolufinancována Saúdskou Arábii
- Falcons al-Ghab

Islámská fronta:
- Ahrar aš-Šám – sunnitský islám, bojují za nastolení práva šaría v Sýrii
- Liwa al-Haqq – nyní spojená s Ahrar aš-Šám
- Suqour al-Sham – nyní spojená s Ahrar aš-Šám
- Džaiš al-Islam – největší frakce rebelů v sunnitské oblasti, bojují za nastolení práva šaría v Sýrii)
- Al-Tawhid Brigade – sunnitský islám, podporovaná Katarem

další skupiny:
- Armáda mudžahedínů
- Ajnad al-Sham Islamic Union
- Sham Legion
- al-Jabha al-Suriyya lil-Tahrir
- Authenticity and Development Front
- Harakat Nour al-Din al-Zenki
- Fastaqim Kama Umirt
- Jabhat Ansar al-Islam

## Územní vývoj

Situace v lednu 2024:     Syrská prozatímní vláda + turecká okupace     Syrská vláda spásy     Nová syrská armáda + americká okupace
Situace v listopadu 2024:     Syrská prozatímní vláda + turecká okupace     Syrská vláda spásy     Nová syrská armáda + americká okupace     Syrská vláda     Syrský Kurdistán (Rojava)     Islámský stát (IS)     sporná území
Ofenzíva opozičních sil na přelomu listopadu a prosince 2024
Situace v prosinci 2024:     Syrská prozatímní vláda + turecká okupace     Syrská vláda spásy     Nová syrská armáda + americká okupace     Jižní fronta     Golanské výšiny (izraelská okupace)